# Обсада на Кале (1346)
Обсадата на Кале е първата обсада по време на Стогодишната война.

## Предпоставки
В морската битка при Сльойс през 1340 г. Едуард III нанася тежко поражение на френския флот, което му предоставя възможност да напада Нормандия, докарвайки войските си от Англия. Кулминацията на тези нападения е битката при Креси през 1346 година. Тя обаче изтощава войската на Едуард, а английските кораби вече са отплавали за Англия и снабдяването е прекратено. Появява се нуждата от плацдарм за продължаване на нападенията срещу французите, където войската му може да се укрепи и да се снабди с провизии.
Кале се оказва идеалната крепост – с двоен ров и стени, построени преди 100 години, на място с добри отбранителни характеристики. Цитаделата в северозападната част на града също притежава собствен ров и укрепления. Кале е разположен на Ламанша, което улеснява отбраняването и снабдяването на града по море много лесно, но и самият град е по-труден за превземане.

## Обсадата
През септември 1346 войниците на Едуард достигат града и започват подготовка за продължителна обсада. Стените и рововете на града се оказват много трудни за преодоляване. В същото време на помощ на англичаните идват войници от Фландрия. Френският крал Филип VI не успява да прекъсне снабдителните линии на англичаните, но крал Едуард също се проваля в начинанието си да спре снабдяването по вода на града от френските моряци. В продължение на два месеца английските войски не постигат почти нищо – ситуацията е патова.
През ноември англичаните се снабдяват с оръдие, катапулти и стълби, но опитите да се пробият или изкачат стените се провалят. До февруари Едуард се отказва да атакува града и решава просто да умори от глад жителите му. Един френски конвой успява да се промъкне и да снабди хората в града с храна, но английските войски успяват да спрат всички последвали опити. В същото време крал Филип продължава да трупа войски и до пролетта и двете армии получават подкрепления, но мочурищата около града възпрепятстват французите в намеренията им да нападнат английската войска.
До юни запасите от храна и чиста вода на града намаляват значително. Месец по-късно, след поредният спрян конвой за Кале, жителите решават да изгонят от града 500 деца и възрастни, за да могат останалите здрави мъже и жени да останат в града. Англичаните не позволяват на изгонените да преминат обсадата и така децата и възрастните умират от глад точно пред стените на Кале.
На 1 август жителите на града запалват огньове, с което сигнализират, че са готови да се предадат. Филип се оттегля, разрушавайки лагера на своята войска, за да не падне в ръцете на англичаните. Съветниците на Едуард го убеждават да не избива оцелелите граждани. След като им дава малко провизии, той ги оставя да напуснат града.

## Последствия
Кале попада под английски контрол и остава английски град чак до 1558 година, осигурявайки идеален плацдарм за нападения над Франция. Англичаните губят контрол над града при управлението на Мария I Тюдор.
През 1880 управата на града назначава Огюст Роден да създаде статуя, представяща жителите на Кале при предаването си. „Гражданите на Кале“ бива завършена през 1888 година и се превръща в една от най-известните творби на Роден.
През 1836 композиторът Гаетано Доницети написва опера, озаглавена „Обсадата на Кале“.